# Manuel Arguilla
Manuel E. Arguilla (Naguilian, 17 juni 1911 - Manilla, 20 oktober 1944) was een Filipijns auteur van korte Engelstalige verhalen.

## Carrière
Arguilla was redacteur van de schoolkrant La Union Tab van zijn middelbare school in San Fernando. Hij studeerde vanaf 1929 aan de faculteit Onderwijs van de University of the Philippines en behaalde in 1933 zijn bachelor-diploma. Verhalen die hij schreef verschenen in tijdschriften als de Philippine Free Press, Weekly Graphic en Sunday Tribune magazine. Tijdens zijn studie ontmoette hij mede-student en collega auteur Lydia Villanueva met wie hij trouwde in 1933. Een door haar samengestelde collectie van zijn korte verhalen genaamd "How My Brother Leon Brought Home a Wife and Other Short Stories" won in 1940 de Commonwealth Literary Contest. De meeste verhalen in de bundel spelen zich af in barrio Nagrebcan, een dorp in de gemeente Naguilian waar Arguilla geboren werd. Naast zijn schrijfwerk gaf hij les in creatief schrijven aan de University of Manilla. Later werkte hij tot 1943 voor het Bureau of Public Welfare. Toen de Tweede Wereldoorlog uitbrak begon hij een ondergrondse verzetsbeweging. In augustus 1944 werd echter opgepakt door de Japanners. In oktober werd hij in Fort William McKinley (nu Fort Bonifacio) geëxecuteerd.